# 레이버후드
레이버후드는 대한민국의 음악 그룹이다. 빈지노의 전속 밴드로, 2021년 싱글 앨범 [Wave to]로 정식 데뷔했다.

## 음반
- Wave to (2021)
- REST (2021)